# Türlen
Türlen ist ein Weiler in der  Gemeinde Hausen am Albis. Er liegt am  Türlersee westlich des Albis im Kanton Zürich in der Schweiz.

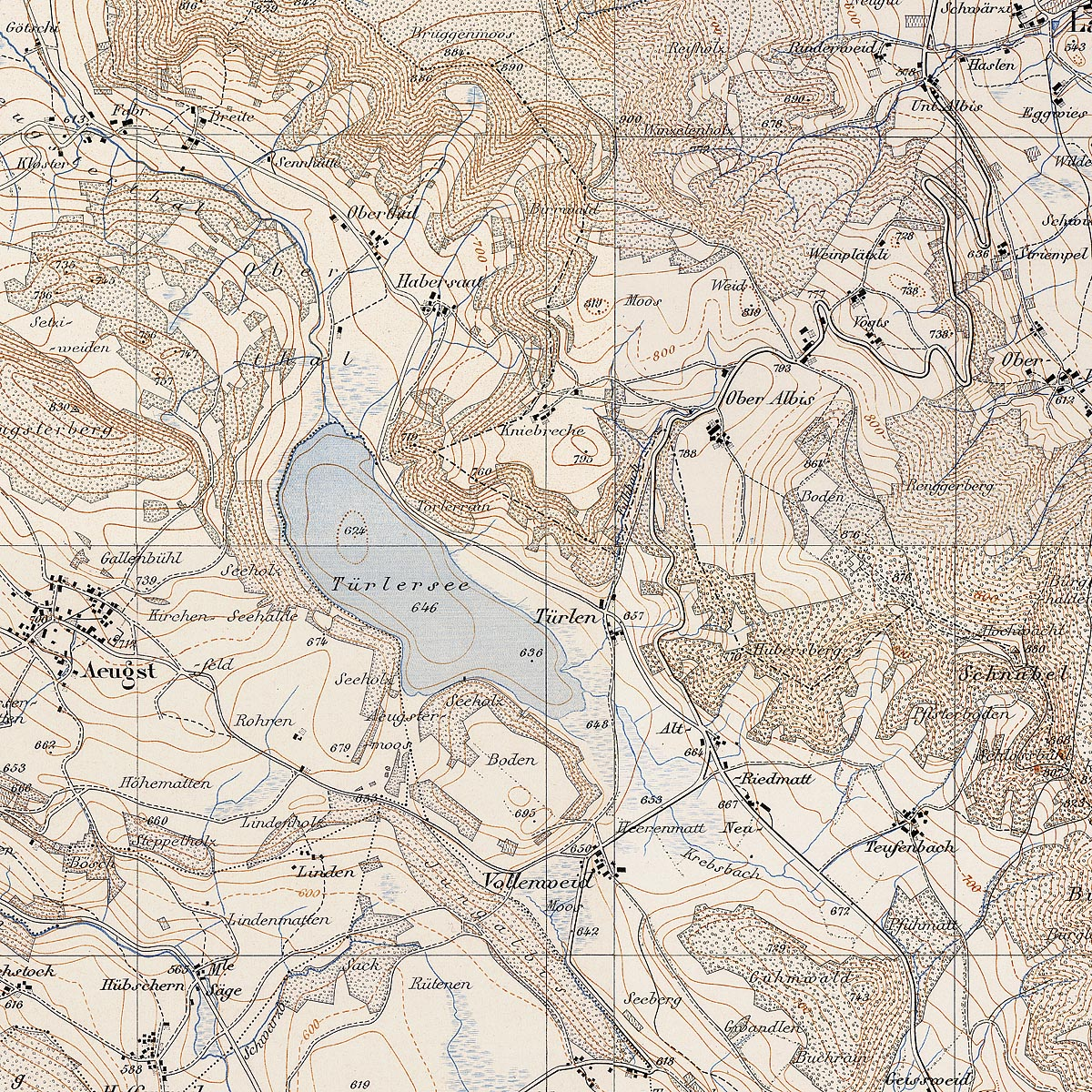
Siegfriedkarte vom Türlersee, Aeugst am Albis und Türlen

Von der Bushaltestelle verkehren Regionalbusse von/nach Wiedikon, Hausen am Albis, Ebertswil und Affoltern am Albis. Am Dorfrand steht ein Restaurant. Bei Türlen liegt der einzige Campingplatz am See mit Freibad. Am 26. Mai 2009 brannten, verursacht durch eine Gasexplosion, 17 Wohnwagen aus.

## Einzelnachweise

Historisches Luftbild von Werner Friedli von 1962